# Elatostema tenuistipulatum
Elatostema tenuistipulatum es una especie de planta del género Elatostema, perteneciente a la familia Urticaceae.

## Taxonomía
Elatostema tenuistipulatum fue descrita por H. Schroet. en 1939.

## Distribución
Se encuentra en el territorio de Borneo.